# Ulica Szczecińska w Łodzi
Ulica Szczecińska w Łodzi – ulica o długości ponad 6 km przebiegająca przez dzielnice Bałuty i Polesie, łącząca bezpośrednio miasta Zgierz i Konstantynów Łódzki. Częściowo stanowi ona granicę osiedli Radogoszcz, Kochanówka, Teofilów Przemysłowy, Teofilów i Złotno, a także granicę administracyjną miasta Łodzi i gminy Aleksandrów Łódzki.

## Historia
Przed 1940 rokiem ulica nosiła nazwę Hetmańska, taką samą nazwę nosiła w latach 1945-1948.

## Ważne miejsca
Przy ulicy ulokowany jest największy kompleks cmentarny w Łodzi, składający się z cmentarza rzymskokatolickiego pw. Matki Bożej Nieustającej Pomocy oraz cmentarza komunalnego.

## Komunikacja
Ze względu na położenie drogi pomiędzy dwoma odcinkami drogi krajowej nr 71 (Zgierz - Aleksandrów Łódzki i Konstantynów Łódzki - Rąbień), a także przecinanie drogi krajowej nr 72 w ciągu ulicy Aleksandrowskiej oraz obecność zakładów przemysłowych i czynnych centrów logistycznych w okolicy, ulica jest intensywnie wykorzystywana w ruchu samochodów ciężarowych, co odbija się negatywnie na stanie nawierzchni. Miejscami występują ograniczenia prędkości do 40 km/h, tak jest m.in. na odcinku od ul. Aleksandrowskiej do Wersalskiej i od ul. Rojnej do ul. Rąbieńskiej. Ze względu na bliskość planowanego węzła Konstantynów Łódzki drogi ekspresowej S14 jest planowany gruntowny remont ulicy po oddaniu obwodnicy do użytku. 

### Autobusy
Ulica stanowi ważną część sieci połączeń autobusowych na terenie miasta. W okolicy cmentarza znajduje się krańcówka autobusów MPK Łódź Cmentarz Szczecińska, gdzie zatrzymują się linie 76, 81, 83 i 89. Najintensywniej jest wykorzystywany odcinek ulicy od krańcówki do ronda przy ul. św. Teresy, gdzie odchodzą trzy z wymienionych linii - linia 83 przejeżdża rondo i kieruje się do ul. Wersalskiej. Inną krańcówką zlokalizowaną w sąsiedztwie ulicy jest pętla Teofilów Rojna, obsługiwana przez linie 84A, 84B i 96. Ponadto MPK Łódź wykorzystuje odcinek od ul. Aleksandrowskiej do ul. Rojnej dla linii nocnej N1B, zaś odcinek Rąbieńska - granica miasta za dnia obsługują linie 97A (od ul. Podchorążych do Rąbieńskiej, kierując się na Antoniew) i 97B (od ul. Podchorążych w stronę Konstantynowa). 
Na dwóch odcinkach ulicy jest wyznaczona trasa linii autobusowej 6 obsługiwanej przez ZPK Markab: od granicy miasta do ul. św. Teresy, a następnie od ul. Rojnej do Rąbieńskiej.

### Tramwaje
Wzdłuż ulicy na krótkim odcinku od ul. Aleksandrowskiej do al. Ziem Zachodnich ulokowana jest krańcówka tramwajowa Teofilów (dawniej Szczecińska), gdzie zatrzymują się linie tramwajowe 13 i 16.